# Esporopolenina

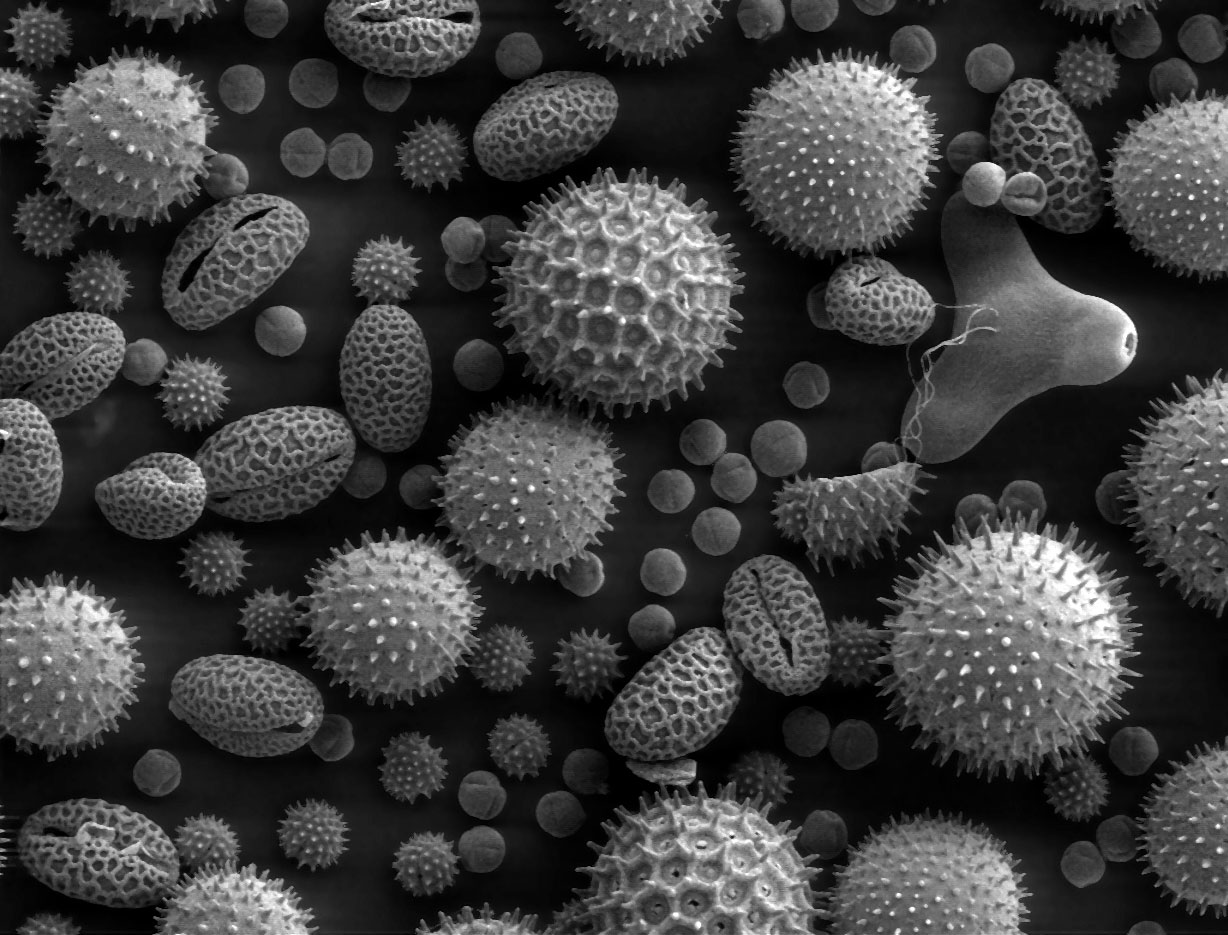
Imatge al MER de grans de pol·len

L'esporopolenina (en anglès Sporopollenin) és un politerpè impermeable resistent als agents químics que es troba a la paret de les espores de l'exina del gra de pol·len i, de fet, n'és el component majoritari. La seva estabilitat química és molt elevada el que fa que es conservi bé en els substrats i sediments on puguin dipositar-se els grans de pol·len. La capa exterior de l'exina té amb freqüència complexes relleus (vegeu imatge a la dreta), el que permet usar el material recuperat de sediments -recents o antics- per al seu estudi palinològic sobre les poblacions de plantes i fongs en el passat.
La composició química de la esporopolenina no es coneix amb exactitud, però és sorprenent la seva inusual estabilitat química i resistència a la degradació per enzims. Les anàlisis químiques revelen l'existència d'una barreja de biopolímers, que contenen principalment cadenes llargues d'àcids grassos, fenil-propanoides, fenols i traces de carotenoides. Experiments amb marcadors han revelat la fenilalanina com el seu principal precursor però també hi ha carboni molecular provinent d'altres fonts. De ben segur l'esporolenina deriva de diversos precursors que estan vinculats químicament per formar una estructura molt rígida.
L'anàlisi al microscopi electrònic revela que les cèl·lules superficials que envolten el gra de pol·len en formació en les anteras, tenen un sistema secretor altament actiu que conté vesícules lipofíliques. Es sospita que aquestes vesícules contenen els precursors de l'esporopolenina.
L'esporopolenina s'ha usat en els camps de la nutrició i la indústria farmacèutica, on s'afirma que té beneficis per a la salut.